# Hôtel capsule

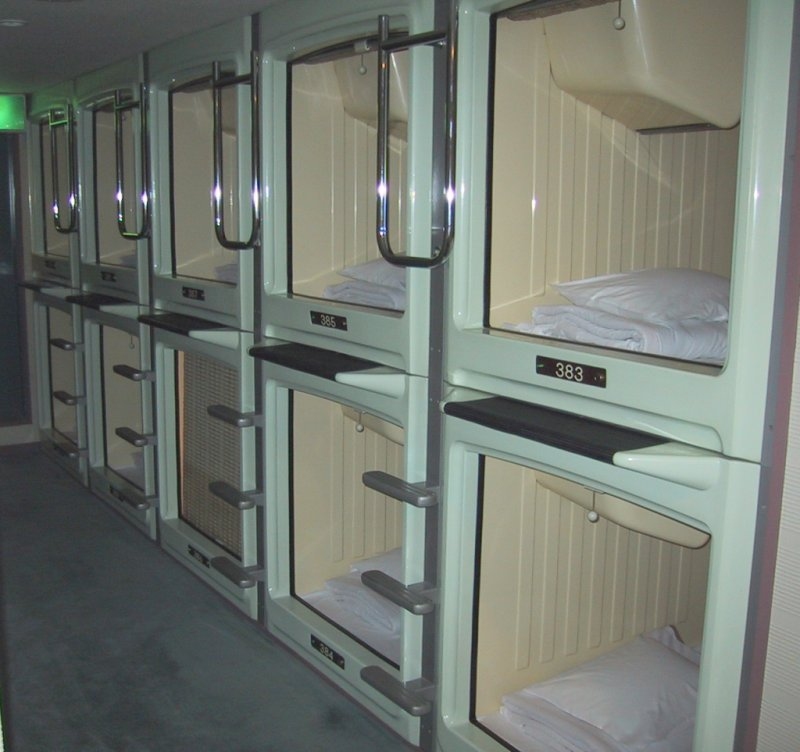
Couloir d’un hôtel capsule à Osaka.

Les hôtels capsule (カプセルホテル, kapuseru hoteru, de l'anglais capsule hotel) sont des hôtels que l'on trouve principalement au Japon.  Ils ont la particularité d’optimiser au maximum l’espace d’occupation, les chambres (capsules) se limitent donc à une simple cabine-lit.

## Histoire

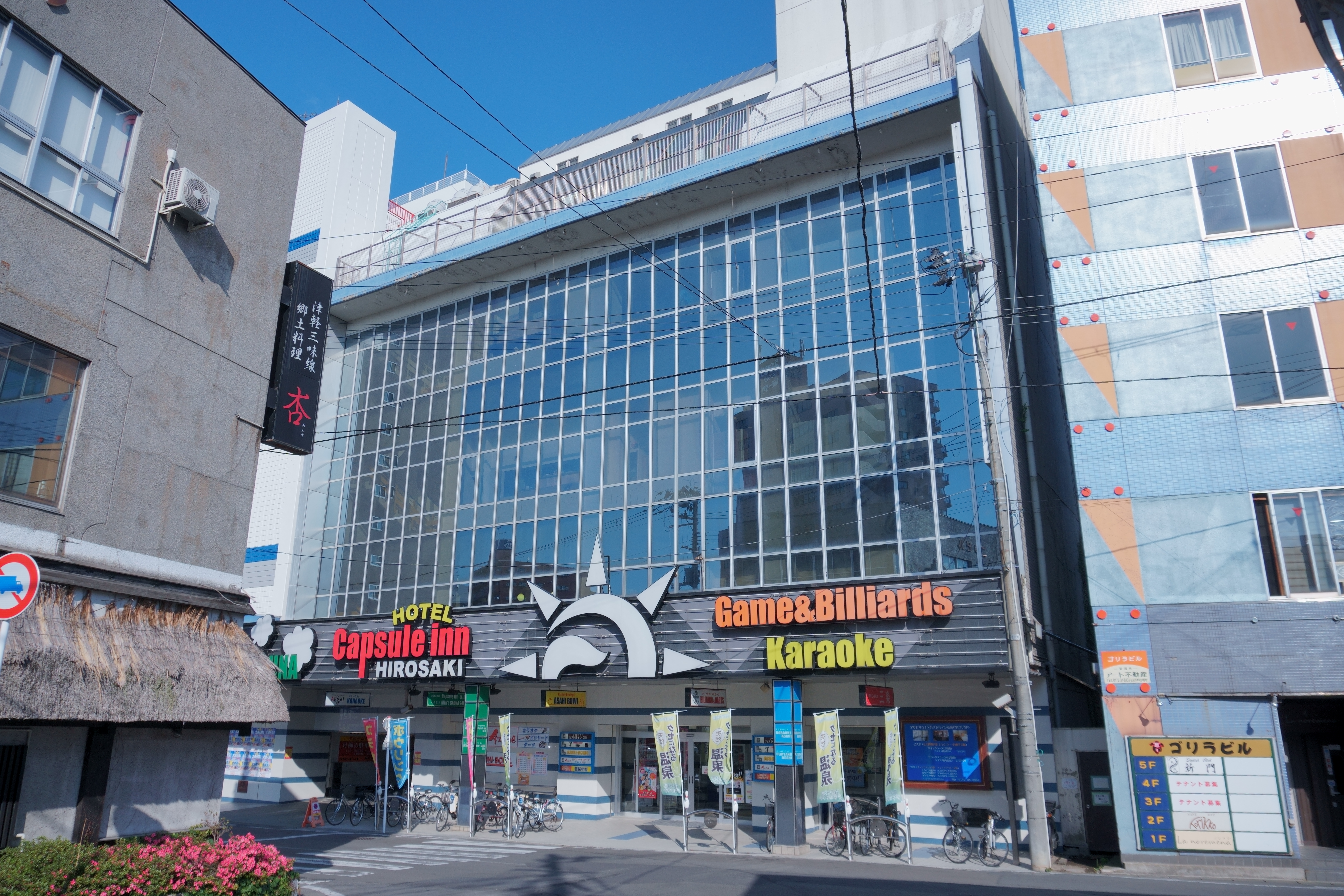
Capsule Inn à Hirosaki.

Le Capsule Inn Osaka, créé par Kishō Kurokawa et situé dans le district d’Umeda à Ōsaka, fut le tout premier hôtel capsule. Il ouvrit ses portes le 1er février 1979 et le tarif initial d’une chambre s’élevait à 1 600 yens. Kurokawa était déjà l'auteur de la Nakagin Capsule Tower en 1970.
Ces hôtels existent en Occident, par exemple le Yotel à Londres, ou le Pod Hotel à New York, au Vietnam et dans le reste de l'Asie comme en Chine où le premier établissement a ouvert ses portes en 2012.

## Organisation
Les cabines de ces hôtels sont constituées d’un tube généralement en plastique ou en fibre de verre, ont une surface moyenne de deux mètres sur un pour une hauteur d’un mètre vingt-cinq et sont souvent équipées d’une télé, qui est à peu près la seule activité possible autre que lire ou dormir. Les capsules modernes disposent de chargeurs pour cellulaires. Ces capsules sont souvent superposées par deux et alignées le long d’un couloir. Au Japon, le un quartier est réservé aux hommes et un aux femmes.
La taille des hôtels est variable : ils peuvent proposer d’une cinquantaine à plus de sept cents capsules. Les bagages sont en principe situés dans un autre endroit que la cabine, par exemple à l’entrée du couloir, dans un casier.
Même si cela demeure peu fréquent, certains hotels offrent des capsules doubles.

## Commodités

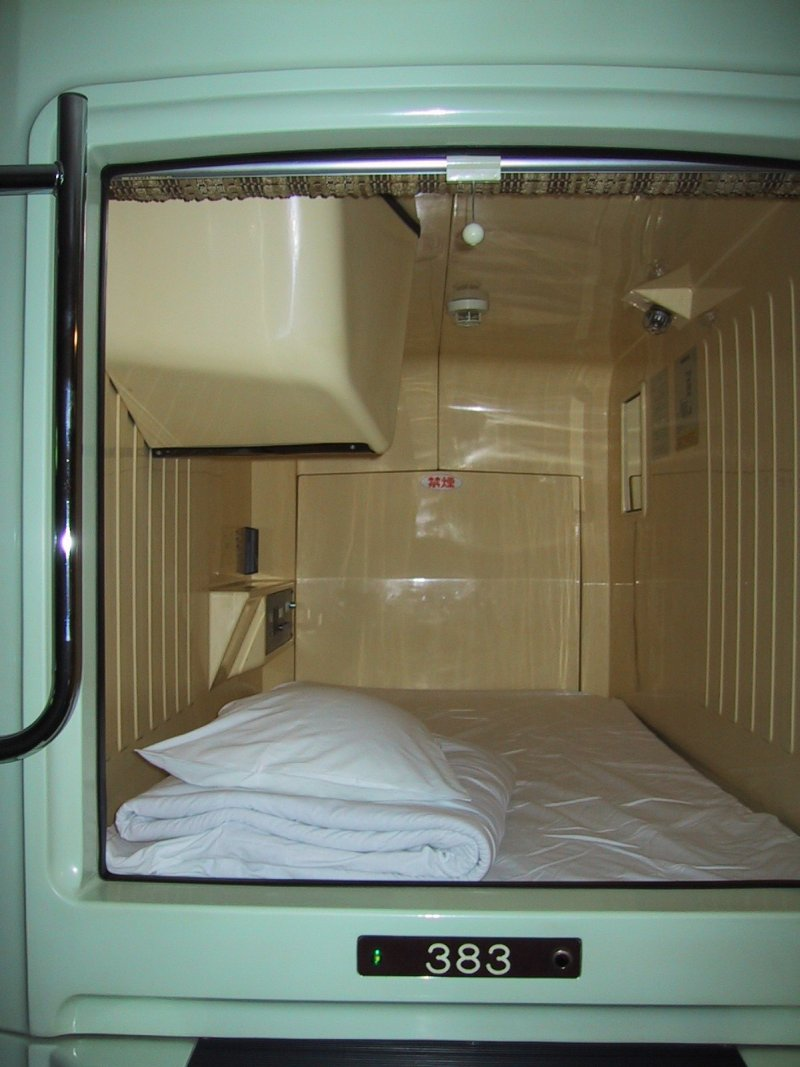
Une capsule standard, comprenant télévision, air conditionné, miroir, et draps.

Les sanitaires sont communs (souvent à la façon des sentō, les bains publics japonais) et on trouve également dans le bâtiment un restaurant ou, au minimum, un distributeur. Les capsules sont généralement équipées d’une télé, d’une radio, d’un réveil et d’air conditionné. L’intimité y est relativement préservée par un store ou un rideau. Certains hôtels proposent à l’entrée un yukata et des chaussons pour changer de vêtements et parfois même une serviette. Cette pratique rappelle les services proposés dans l’hôtellerie traditionnelle japonaise : les ryokan. Certains hôtels permettent même de louer une capsule dans la journée pour faire une sieste.

## Clientèle
Les hôtels-capsule sont souvent considérés comme des hotels de dépannage. Le client typique de l’hôtel capsule est en effet le salaryman japonais en quête d’un endroit où dormir après avoir trop consommé d'alcool ou après le départ du dernier train vers son domicile. 
Certaines capsules sont également louées au mois par des personnes disposant de revenus faibles.
Le prix des chambres n’est relativement bas comparés aux établissements traditionnels : 2 000 à 4 000 yens la nuit, soit 15 à 30 euros. Les Japonaises ne se rendent pas dans ce genre d’hôtels qui est donc essentiellement fréquenté par les hommes, mais certains proposent des quartiers séparés pour les hommes et les femmes.

## Culture
On peut voir ces hôtels dans les films Gung Ho (1986), New Rose Hotel de Abel Ferrara, Fast & Furious 3 - Tokyo Drift (2006), Nos voisins Dhantsu (2007) et Cars 2 (2011). Le concept est repris dans Le Cinquième Élément (1997) ou dans le jeu vidéo Deus Ex: Human Revolution d'Eidos Montreal (2011).